# Jeunes Lettons

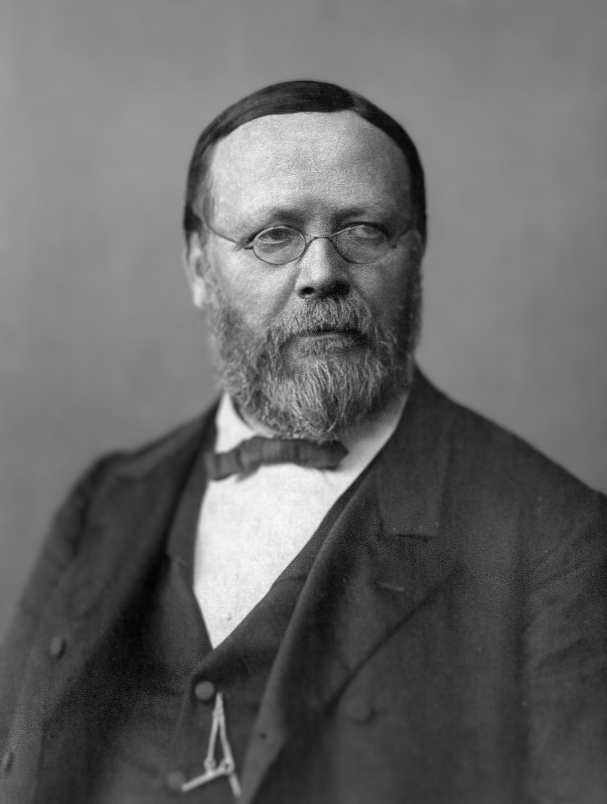
Krišjānis Valdemārs, meneur du mouvement.

Jeunes Lettons (letton : jaunlatvieši) est un terme employé le plus souvent pour les intellectuels  impliqués dans le mouvement nationaliste des années 1850-1880  dit de l'éveil national letton (en) (letton : tautas atmoda).

## Les débuts
"Jaunlatvieši" prend pour modèle le mouvement Jeune-Allemagne (allemand : Junges Deutschland) mené par Heinrich Heine. Au début cette épithète est surtout utilisée par leurs opposants Germano-Baltes. Le terme "Jeune Lettonie" (allemand : "ein junges Lettland") est utilisé pour la première fois par Gustav Wilhelm Sigmund Brasche, le pasteur de Nīca (en) (Courlande), dans un article de Juris Alunāns Dziesmiņas latviešu valodai pārtulkotas ("Petites chansons traduites en letton") parue dans le journal Das Inland en 1856. Se demandant qui pourrait bien apprécier une telle littérature en letton , Brasche prévenait que ceux qui osaient rêver d'une "Jeune Lettonie" rencontreraient le destin tragique du navigateur dans le poème de Heinrich Heine Die Lorelei dont la traduction apparaissait dans l'anthologie d'Alunāns. Les Jeunes Lettons  étaient aussi parfois appelés "Lettophiles" ou tautībnieki.